# Округ Кингман (Канзас)
Округ Кингман (енгл. Kingman County) је округ у америчкој савезној држави Канзас. По попису из 2010. године број становника је 7.858. Седиште округа је град Кингман.

## Демографија
Према попису становништва из 2010. у округу је живело 7.858 становника, што је 815 (9,4%) становника мање него 2000. године.
| Група             | 2000.         | 2010.         |
| Белци             | 8.368 (96,5%) | 7.486 (95,3%) |
| Афроамериканци    | 18 (0,2%)     | 14 (0,2%)     |
| Азијати           | 21 (0,2%)     | 36 (0,5%)     |
| Хиспаноамериканци | 125 (1,4%)    | 199 (2,5%)    |
| Укупно            | 8.673         | 7.858         |